# 블랙 미러: 밴더스내치
블랙 미러: 밴더스내치(Black Mirror: Bandersnatch)는 미국에서 제작된 데이빗 슬레이드 감독의 2018년 드라마, 미스터리, SF 영화이다. 핀 화이트헤드 등이 주연으로 출연하였다. 2018년 12월 28일 넷플릭스를 통해 초연되었으며 개봉 전날 개봉일이 공식 발표되었다.

## 출연

### 주연
- 핀 화이트헤드
- 크레이그 파킨슨
- 앨리스 로우

### 조연
- 윌 폴터